# ウィリアム・ケントリッジ
ウィリアム・ケントリッジ (William Kentridge, 1955年4月28日 - )は、南アフリカ・ヨハネスブルグ出身の現代美術家。素描をコマ撮りにした「動くドローイング」と呼ばれる手描きアニメーション・フィルムで世界的に知られる。

## 経歴
- 1955年4月28日 南アフリカ共和国ヨハネスブルグ生まれ
- 1973年-1976年 ヨハネスブルグのヴィトヴァータスラント大学（英語版）。政治学およびアフリカ学で学士号を取得
- 1981年-1982年 パリのエコール・ジャック・ルコックにおいて演劇を学ぶ
- 1975年から1991年までヨハネスブルグのジャンクション・アベニュー・シアター・カンパニーで演出家、俳優を務める
- 1989年から現代美術家として国際的な活動を開始
- 1989年から2003年にかけて制作された11作品中の9作品は、ソーホー・エクスタインとフィリックス・タイトルバームという二人の人物を軸に、南アの政治的状況を扱っている。
- 1997年 第10回ドクメンタに参加
- 1998年 サンパウロ・ビエンナーレ参加
- 1999年 ヴェネチア・ビエンナーレ参加
- 2000年 光州ビエンナーレ参加
- 2001年 ヨコハマトリエンナーレ参加
- 2002年 第11回ドクメンタ参加
- 2008年 シドニー・ビエンナーレ参加
- 2008年9月15日-9月23日 文化庁が日本に招へい
- 2009年から2010年 京都国立近代美術館ほか2都市での大規模な個展を開催
- 2014年2月から3月に京都の元・立誠小学校講堂にてパラソフィア京都国際現代芸術祭2015プレイベントとしてビデオインスタレーション<<時間の抵抗>>（2012、ドクメンタ2012出展）を展示
- 2015年3月から5月 パラソフィア京都国際現代芸術祭2015に＜＜セカンドハンド・リーディング＞＞(2013)と、その製作過程でつくられたドローイングを出展
- ヨハネスブルグ在住

## 映像作品
| - 1989 Johannesburg, 2nd Greatest City After Paris (part of the Drawings for Projection) - 1990 Monument (part of the Drawings for Projection) - 1991 Mine (part of the Drawings for Projection) - 1991 Sobriety, Obesity & Growing Old (part of the Drawings for Projection) - 1994 Felix in Exile (part of the Drawings for Projection) - 1996 History of the Main Complaint (part of the Drawings for Projection) - 1996-97 Ubu Tells the Truth | - 1998 Weighing... and Wanting (part of the Drawings for Projection) - 1999 Stereoscope (part of the Drawings for Projection) - 1999 Shadow Procession - 2001 Medicine Chest - 2003 Automatic Writing - 2003 Tide Table (part of the Drawings for Projection) - 2003 Journey to the Moon - 2011 Other Faces (part of the Drawings for Projection) |

ケンドリッジの作品は2004年のカンヌ国際映画祭で受賞している。

## 展覧会
| - 1997 第10回ドクメンタ, ドイツ・カッセル - 1998 サンパウロ・ビエンナーレ, ブラジル・サンパウロ - 1998 en:The Drawing Center, アメリカ合衆国・ニューヨーク - 1999 バルセロナ現代美術館, スペイン・バルセロナ - 1999 ヴェネツィア・ビエンナーレ, イタリア・ヴェネツィア - 2000 ハバナ・ビエンナーレ, ハバナ - 2002 第11回ドクメンタ, ドイツ・カッセル - 2003 Goodman Gallery, 南アフリカ共和国・ヨハネスブルグ - 2004 メトロポリタン美術館, アメリカ合衆国・ニューヨーク - 2005 モントリオール現代美術館, カナダ・モントリオール - 2006 ヨハネスブルグ美術館, 南アフリカ共和国・ヨハネスブルグ - 2006 ザルツブルク現代美術館, オーストリア・ザルツブルク - 2006 モンテレイ現代美術館, メキシコ・モンテレイ - 2006 シカゴ現代美術館, アメリカ合衆国・イリノイ州シカゴ - 2007 スミス・カレッジ美術館, アメリカ合衆国・マサチューセッツ州ノーサンプトン - 2007 ニューヨーク近代美術館, アメリカ合衆国・ニューヨーク - 2007 ブライトン大学ギャラリー, イギリス・ブライトン - 2007 メルコスール・ビエンナーレ, ポルト・アレグレ - 2008 ウィリアム・カレッジ美術館, アメリカ合衆国・マサチューセッツ州ウィリアムズタウン - 2008 フィラデルフィア美術館, アメリカ合衆国・フィラデルフィア - 2008 シドニー・ビエンナーレ, オーストラリア・シドニー - 2008 マリアン・グッドマン・ギャラリー, アメリカ合衆国・ニューヨーク - 2009 シカゴ現代美術館, アメリカ合衆国・シカゴ - 2009 サンフランシスコ近代美術館, アメリカ合衆国・カリフォルニア州サンフランシスコ - 2009 フォートワース現代美術館, アメリカ合衆国・テキサス州フォートワース | - 2009 ヘンリー・アート・ギャラリー, アメリカ合衆国・ワシントン州シアトル - 2009 京都国立近代美術館, 日本・京都市 - 2009 ノートン美術館, アメリカ合衆国・フロリダ州ウェストパームビーチ - 2010 ニューヨーク近代美術館(MoMA), アメリカ合衆国・ニューヨーク - 2010 ユダヤ人美術館, アメリカ合衆国・ニューヨーク - 2010 広島市現代美術館, 日本・広島市 - 2010 コロラド・スプリングス美術センター, アメリカ合衆国・コロラド州コロラドスプリングス - 2010 ジュ・ド・ポーム国立美術館, フランス・パリ - 2010 ルーヴル美術館, フランス・パリ - 2010 アルベルティーナ美術館, オーストリア・ウィーン - 2011 イスラエル博物館, イスラエル・イェルサレム - 2011 ニューヨーク近代美術館(MoMA), アメリカ合衆国・ニューヨーク - 2011 オアハカ現代美術館(MACO), メキシコ・オアハカ - 2011 現代美術ガレージセンター, ロシア・モスクワ - 2011 ブダペスト美術館, ハンガリー・ブダペスト - 2012 オーストラリア映像博物館, オーストラリア・メルボルン - 2012 ユダヤ歴史博物館, オランダ・アムステルダム - 2012 ドクメンタ, ドイツ・カッセル - 2012 モレイラ・サレス協会, ブラジル・リオデジャネイロ - 2013 Volte Gallery, インド・ムンバイ - 2013 mac, イギリス・バーミンガム - 2013 イタリア国立21世紀美術館(MAXXI), イタリア・ローマ - 2013 サンパウロ州立ピナコテッカ美術館, ブラジル・サンパウロ - 2014 Fortune: Banco de la República - 2015 Kewening Galerie, ドイツ・ベルリン |

## オペラ
ケントリッジはオペラ演出など、音楽分野でも活動している。2007年にはフランスの作曲家フランソワ・サルアンと協働して短い演目Telegrams from the Noseのビデオを作った。2015年11月にはニューヨークのメトロポリタン歌劇場で、イングリッシュ・ナショナル・オペラとオランダ国立オペラとの共同製作としてアルバン・ベルクの『ルル』を演出し、「刺激的で視覚的驚きに満ちた新演出」が評価された。2017年8月8日にはザルツブルク音楽祭でアルバン・ベルクの『ヴォツェック』を演出し、非常に好評であった。2018年には東京の新国立劇場でモーツァルトの『魔笛』を演出した。

## 受賞・叙勲
| - 1982 Red Ribbon Award for Short Fiction - 1986 Market Theatre Award for New Vision exhibition - 1986 AA vita Award at Cassirer fine Art - 1987 Standard Bank Young Artist Award - 1992 Woyzeck on the Highveld awards for production, set design & direction - 1994 Loerie Award memo | - 1999 カーネギー・インターナショナル カーネギーメダル - 2003 ゴスラーの皇帝の指輪 - 2004 ヴィトヴァータスラント大学文学名誉博士号 - 2006 シカゴ大学Jesse L Rosenberger Medal - 2010 京都賞思想・芸術部門 - 2012 ダン・デイヴィッド賞 - 2013 芸術文化勲章コマンドゥール（騎士団長） - 2017 アストゥリアス皇太子賞芸術部門 - 2019 高松宮殿下記念世界文化賞 |